# Guennadi Avdéyenko
Guennadi Valentínovich Avdéyenko (en ucraniano: Генна́дій Валенти́нович Авдє́єнко; en ruso: Авдеенко, Геннадий Валентинович; nacido el 4 de noviembre de 1963 en Odesa, Ucrania. Atleta especialista en salto de altura que compitió representando a la Unión Soviética. Se proclamó campeón del mundo en Helsinki 1983 y campeón olímpico en los Juegos de Seúl 1988. 

## Trayectoria
Con solo 19 años dio la gran sorpresa ganando la medalla de oro en los Campeonatos Mundiales de Helsinki 1983, donde hizo su mejor marca personal con 2,32m y batió a los grandes favoritos de la prueba, entre ellos el plusmarquista mundial, el chino Zhu Jian Hua.
No pudo acudir a los Juegos Olímpicos de Los Ángeles 1984 debido al boicot de su país a esta cita.
En 1987 se proclamó subcampeón mundial en pista cubierta en Indianápolis, por detrás del también soviético Igor Paklin, haciendo además su mejor marca persona con 2,38 metros. Ya en el verano, repitió subcampeonato en los mundiales al aire libre de Roma, donde ganó el sueco Patrick Sjöberg y donde Avdéyenko y Paklin compartieron la plata. Los tres medallistas saltaron la misma altura de 2,38m aunque Sjöberg lo hizo con menos intentos.
Los Juegos Olímpicos de Seúl 1988 vinieron marcados por la ausencia del cubano Javier Sotomayor debido al boicot de su país a estos Juegos. Sotomayor había batido pocos días antes de comenzar los Juegos, el récord mundial en Salamanca con un salto de 2,43 metros.
En una final muy abierta y de gran nivel, Avdéyenko demostró su gran capacidad competitiva, y pese a no ser el favorito fue el único que consiguió saltar el listón sobre 2,38 m, llevándose la medalla de oro. La plata fue para el estadounidense Hollis Conway (2,36 m) y el bronce lo compartieron el sueco Patrik Sjöberg y el soviético Rudolf Povarnitsin (2,36 m)
Pese a tener solo 26 años, en 1990 se retiró del atletismo.

## Palmarés
- Europeos indoor de Budapest 1983 - 5º (2,27m)
- Mundiales de Helsinki 1983 - 1º (2,32m)
- Europeos indoor de Pireo 1985 - 5º (2,24m)
- Europeos indoor de Lievin 1987 - 3º (2,36m)
- Mundiales indoor de Indianápolis 1987 - 2º (2,38m)
- Mundiales de Roma 1987 - 2º (2,38m)
- Juegos Olímpicos de Seúl 1988 - 1º (2,38m)